# Amerila carneola
Amerila carneola är en fjärilsart som beskrevs av George Francis Hampson 1916. Amerila carneola ingår i släktet Amerila och familjen björnspinnare. Inga underarter finns listade i Catalogue of Life.